# Charles-Clément Martin de Saint-Amand
Charles-Clément Martin de Saint-Amand, né la 19 mai 1702 à Chaumont-en-Bassigny et mort la 10 février 1763 à Toulouse, est un antiquaire du XVIIIe siècle.

## Biographie
Il est né le 19 mai 1702 à Chaumont-en-Bassigny. Après des études de droit à Besançon, il s'installe à Toulouse où il est nommé receveur général des tabacs à partir des années 1742-1744.  
Il est ami avec le poète Jean-Jacques Lefranc de Pompignan.  
Il est membre de l'Académie des Sciences, Inscriptions et Belles-Lettres de Toulouse à partir de 1746. Le roi le nomme trésorier perpétuel de l'Académie royale de peinture, sculpture et architecture de Toulouse, à sa création en 1751, il est commissaire des Salons de l'Académie en 1754 et 1759, et il en assure la direction en 1755 et la vice-présidence en 1760,.  

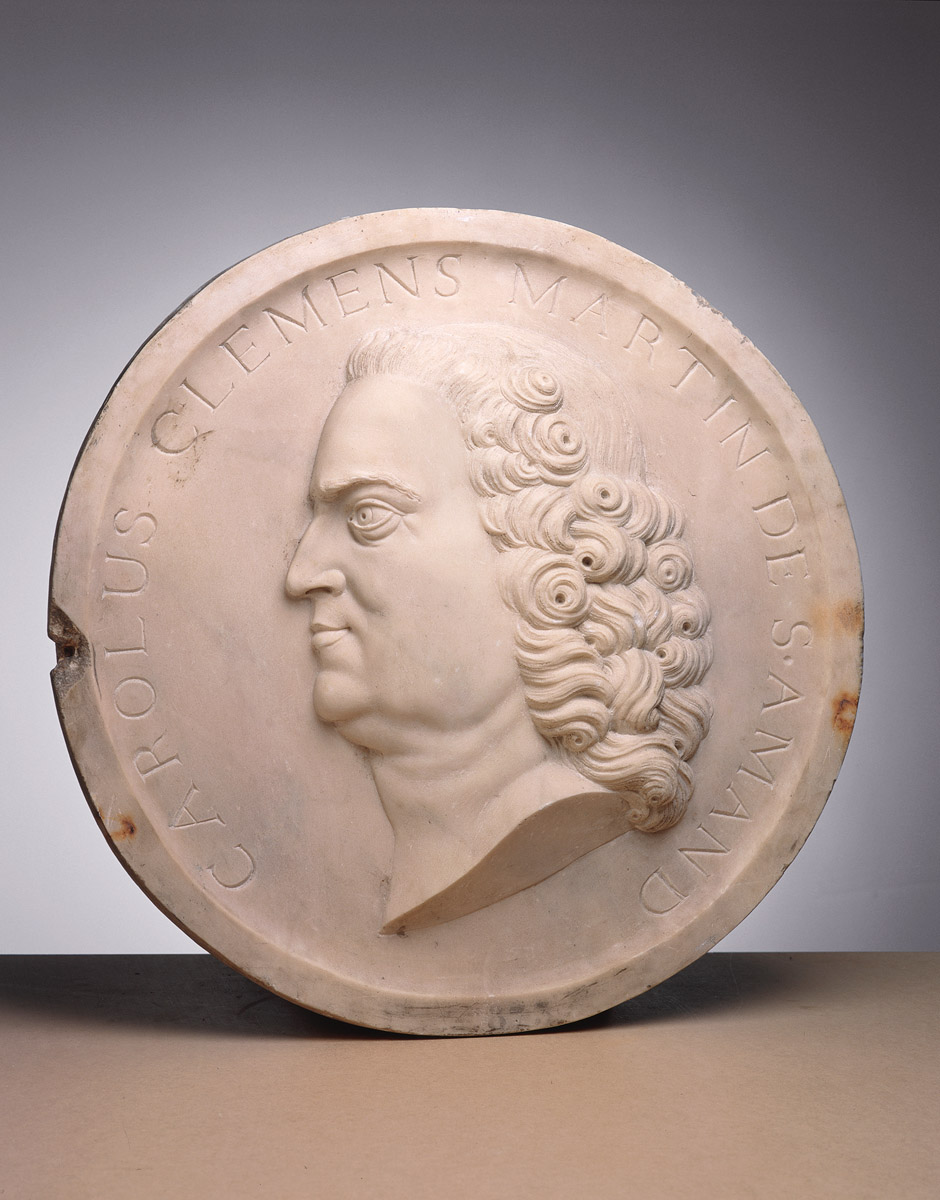
Médaillon par Parant du monument funéraire de Saint-Amand à l'église de la Dalbade (musée des Augustins)

Il meurt le 10 février 1763, très endetté, et ses amis lui font élever un monument funéraire dans l'église de la Dalbade où il est inhumé. Seul subsiste un médaillon en marbre de ce mausolée, sculpté par Parant conservé au musée des Augustins.

## Collectionneur et numismate
Parmi sa collection figuraient les roues de char provenant de Fa (Aude) aujourd'hui conservées au musée Saint-Raymond.
Il est surtout célèbre pour son médaillier constitué entre 1747 et 1763. Ses premières monnaies proviennent de la collection de Lefranc de Pompignan. Il en dresse un inventaire, le Catalogus veterum numismatum quae collegit Carolus Clemens Martin de Saint-Amand qui comporte plus de 4000 monnaies. 
En 1752 est découvert le trésor de Sainte-Suzanne, en Ariège, qui comporte entre 40 000 et 60 000 monnaies antiques. Le directeur de la Monnaie de Toulouse lui confie un lot de 30 000 objets environ pour étude parmi lesquels il acquiert au moins quatre antoniniens. 
À sa mort, sa collection est achetée par l'Académie des sciences, inscriptions et belles-lettres. Elle est confisquée à la Révolution puis restituée à l'Académie en 1815 qui la dépose au musée de Toulouse en 1847.